# 樂正克
樂正克（?—?），在《孟子》書中稱為樂正子，又名為樂正剋、樂正尅，戰國時人，孟子弟子，曾在魯國為官。北宋政和五年（1115年），樂正克被詔封為利國侯，是唯一配享孟廟正殿的孟子弟子。
《韓非子》書中曾提及儒家在孔子逝後可分為八個派別，其中一系即為「樂正氏之儒」，可能就是指樂正克與其門生，屬於傳《春秋》之儒。郭沫若考證認為，《禮記》中的〈大學〉篇以及〈學記〉篇可能都是樂正克所著成。

## 生平
樂正克想要舉薦孟子給鲁平公，被其寵臣臧仓勸阻，説孟子母亲丧禮的儀制超过父亲的丧禮，是違反禮義的。乐正克对鲁平公解释這並非超逾，而是前后貧富不同。之后，乐正克告诉孟子这件事，孟子認為见不見得到鲁平公豈是臧仓可以阻撓得了的，一切都只是天意。 
乐正克曾随子敖到齐国，遲了兩天才去拜見孟子，被孟子指責。此外，孟子還告誡樂正子，學古聖賢之道不只是為了討口飯吃而已。
鲁國想請樂正克為官，孟子知道後高兴得不能入睡。公孙丑询问原因。孟子表示，這不是因為乐正克是一個能力強、有智謀、或见多识广的人而已，而是因為樂正克是一個好善之人，因此全天下的善人都會慕名而來，國家就可以治理得好。
浩生不害問孟子，樂正子是怎样的一个人。孟子说，他是善良的人、诚信的人。浩生不害追問，何謂善良？何謂誠信？孟子回答，人人皆覺得其人可愛則為善，而確實善則為信。
《孟子外書》記載，樂正克是曾子弟子樂正子春之孫，在樂正子春九十歲時拜入孟子門下。孟子母喪時，樂正克為其辦理禮儀之事。

## 稱號
- 北宋政和五年（1115年）：利國侯
- 明朝萬曆三十九年（1611年）：先賢樂正子